# Kalmar stadsbibliotek

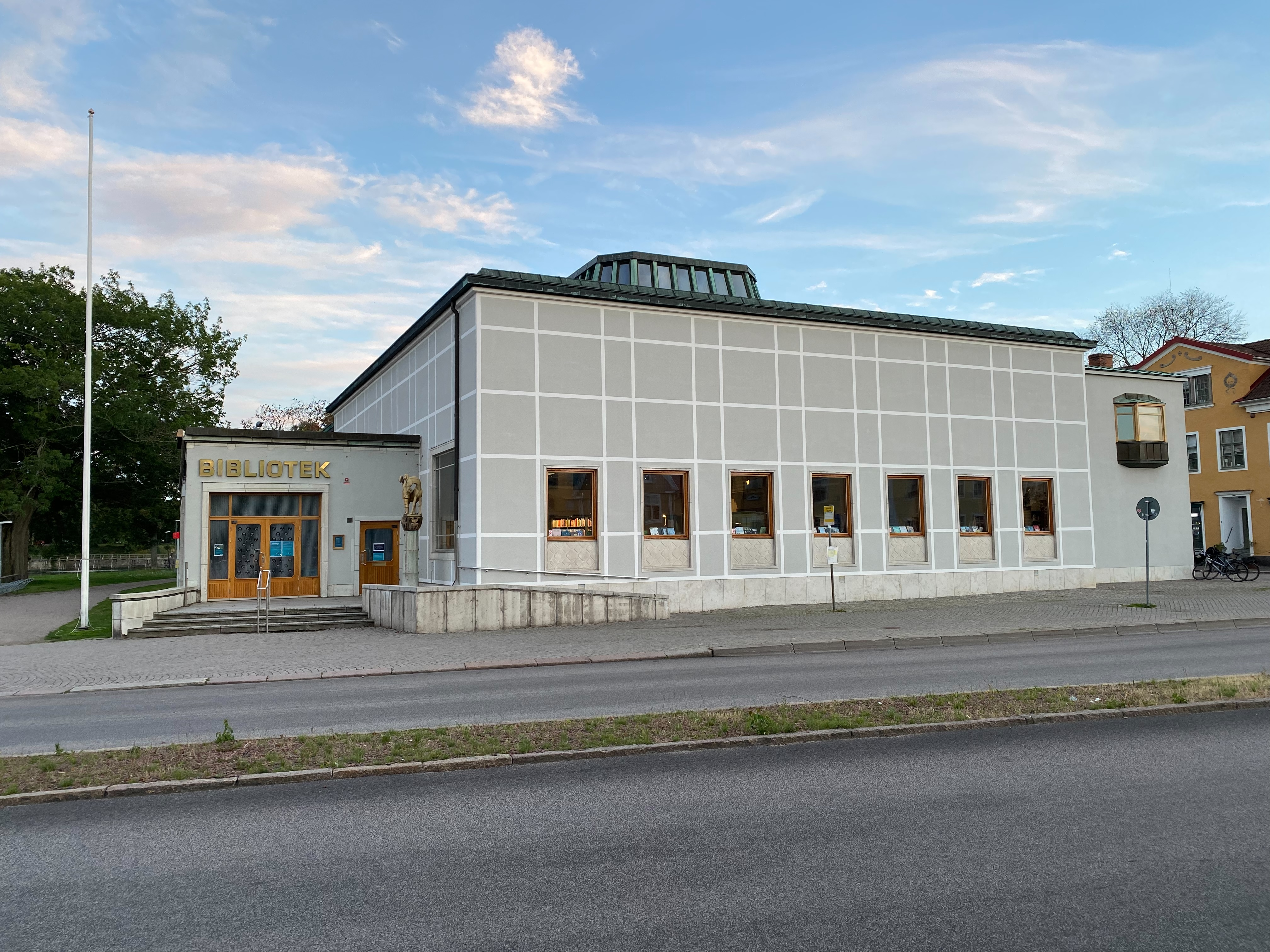
Kalmar stadsbibliotek, 2021.

Kalmar stadsbibliotek är ett folkbibliotek på Esplanaden 30 i centrala Kalmar. Utöver detta huvudbibliotek finns nio biblioteksfilialer i kommunen.

## Historia
Stadens första folkbibliotek tillkom 1922 och fanns i Nelsonska fastigheten vid Stortorget. År 1931 flyttades det till Rosenlundska huset på Södra Långgatan. Från och med 1942 användes istället, i varierande utsträckning, lokaler i det gamla lasarettet på Slottsvägen. Det ersattes 1983 av ett nybyggt bibliotek vid Tullslätten.

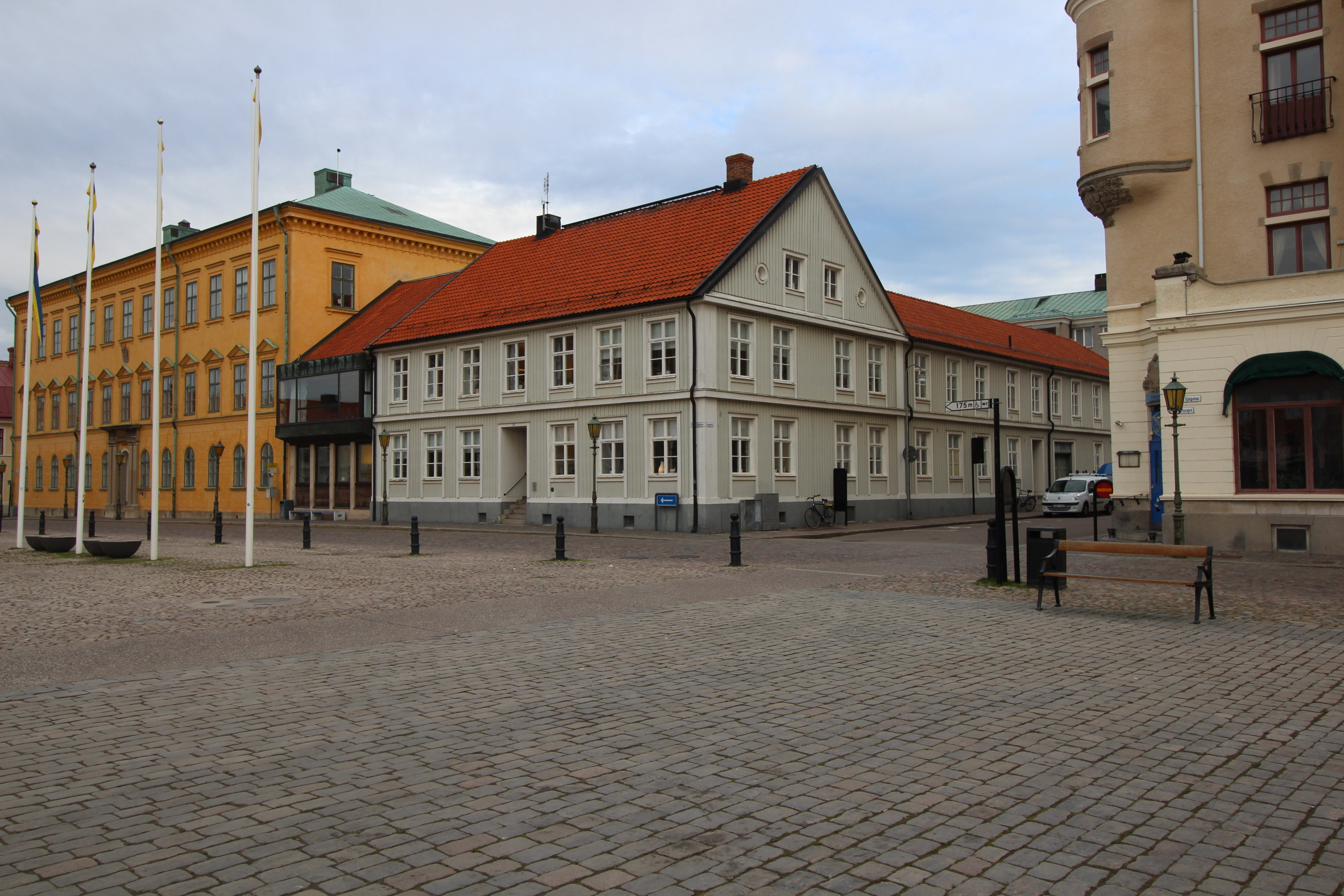
Nelsonska fastigheten, 2014, bibliotek från 1922.
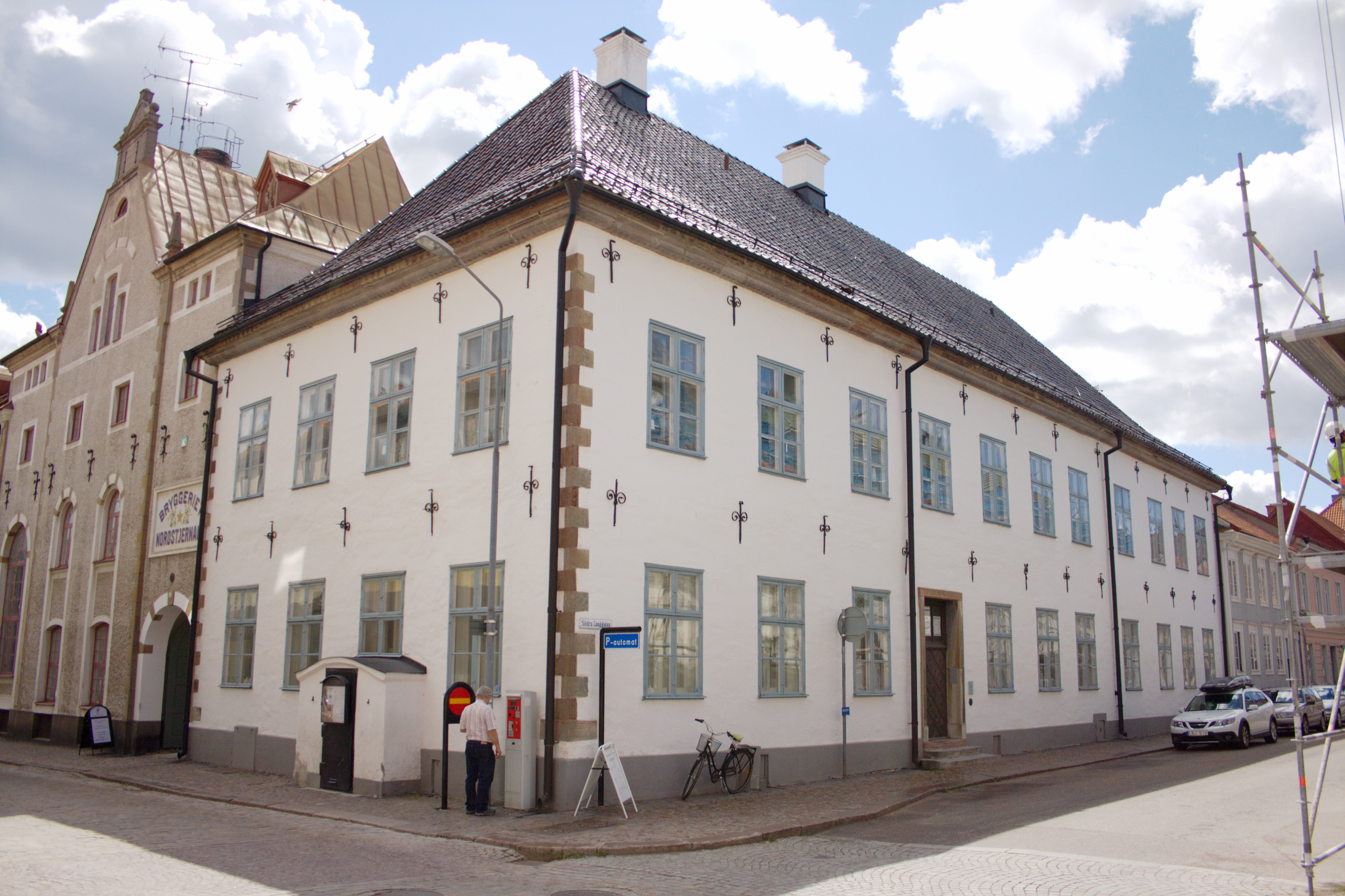
Rosenlundska huset, 2012, bibliotek från 1931.
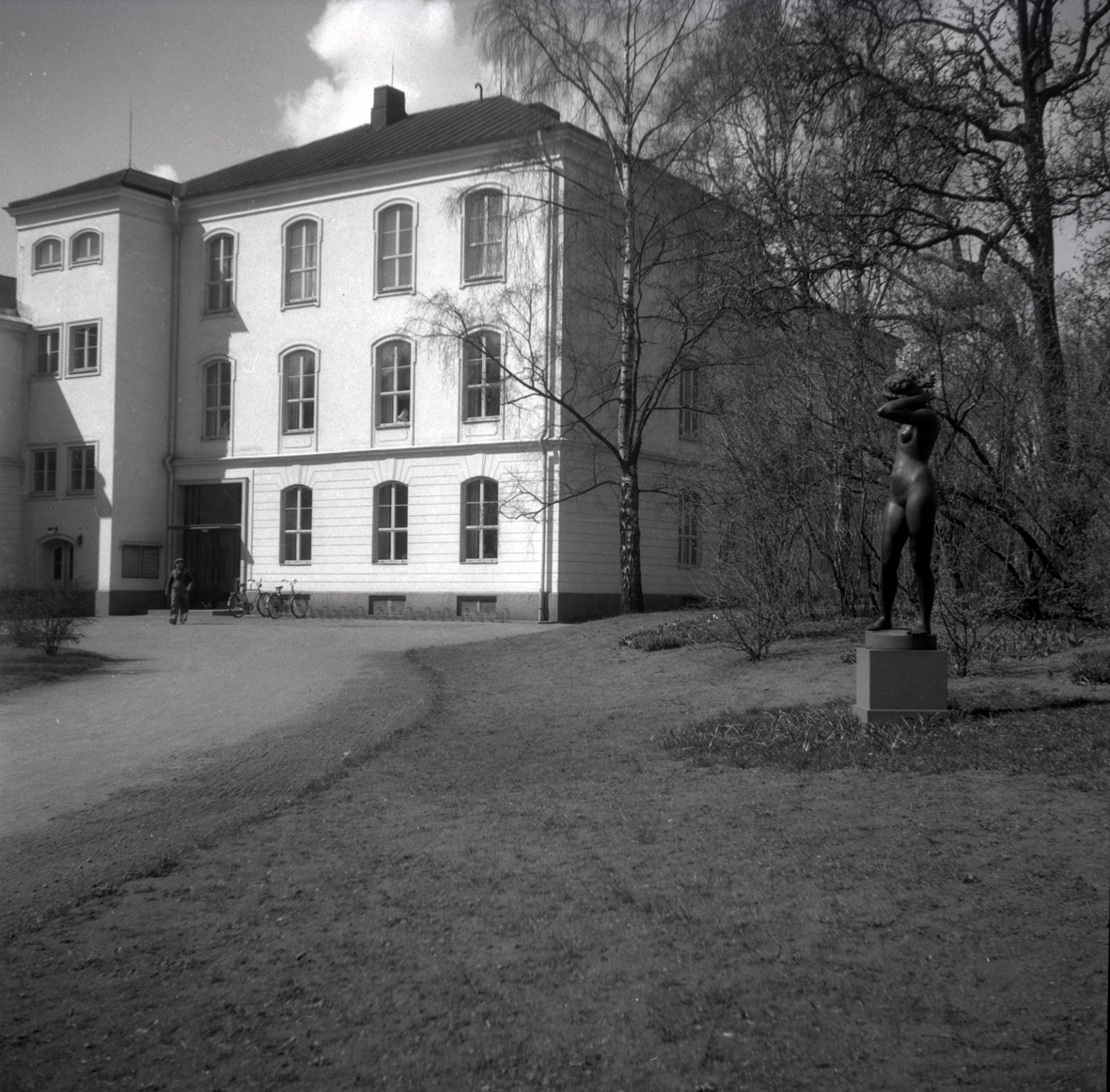
Lasarettsbyggnaden, 1949, bibliotek från 1942.
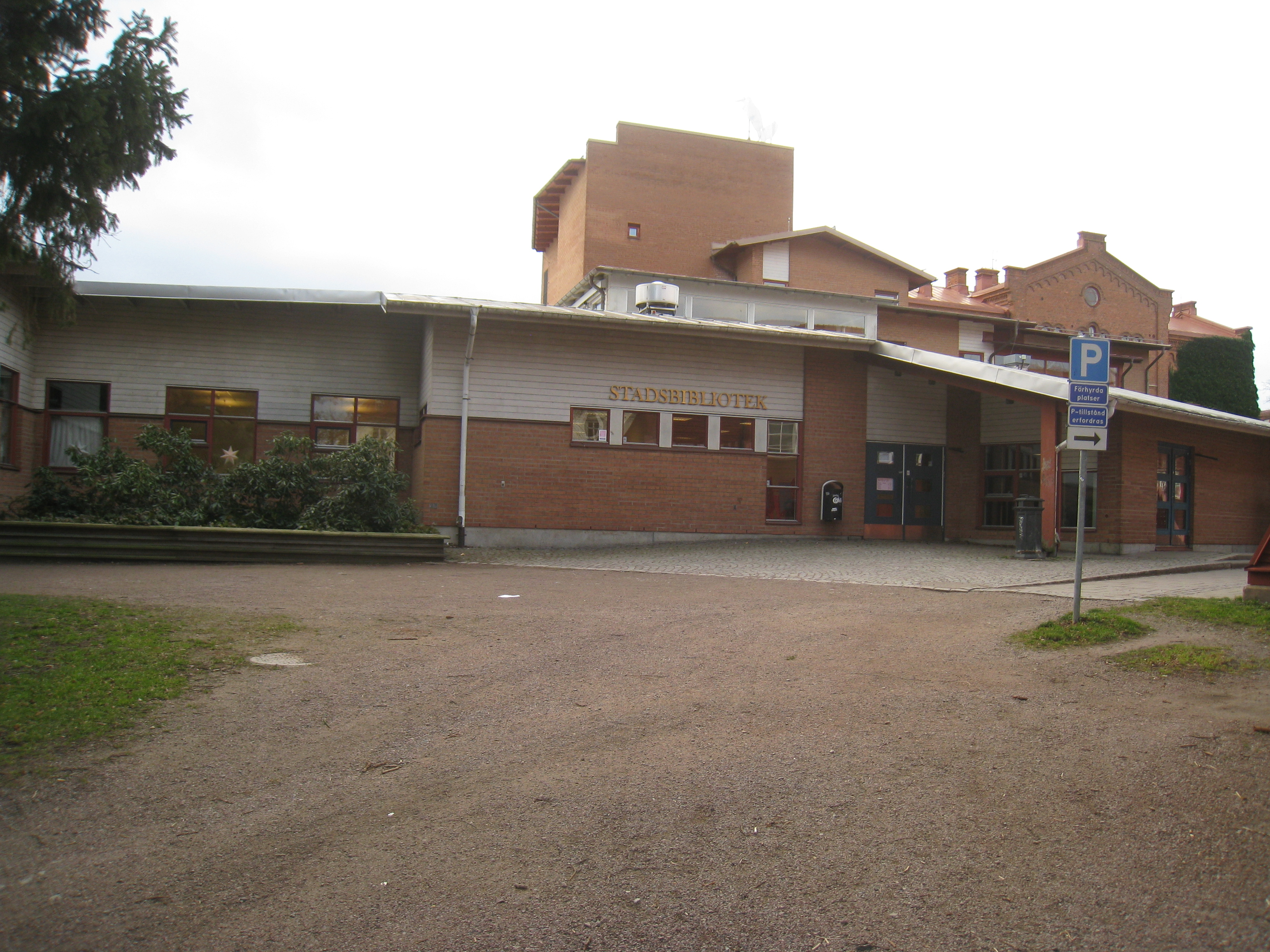
Biblioteksbyggnaden från 1983, fotograferad 2011.

### Posthuset
År 2020 flyttade biblioteket till en tidigare postbyggnad i korsningen mellan Esplanaden och Postgatan, efter en omfattande renovering. Posthuset uppfördes ursprungligen 1947 efter ritningar av Lars-Erik Lallerstedt och inrymde postverksamhet fram till 1993. Därefter tjänade byggnaden som kårhus och nattklubb, kallad Corehouse, för studenter vid Högskolan i Kalmar och Linnéuniversitetet 1998–2010 och sedan som saluhall 2011–2014.

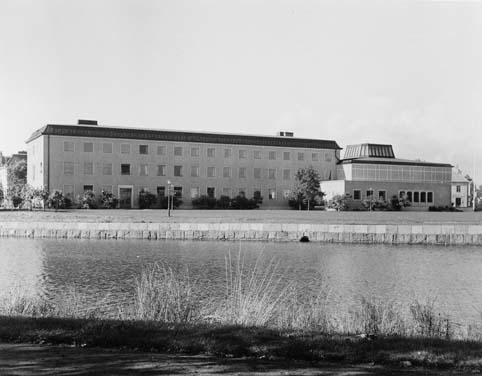
Posthuset, 1952, bibliotek från 2020.
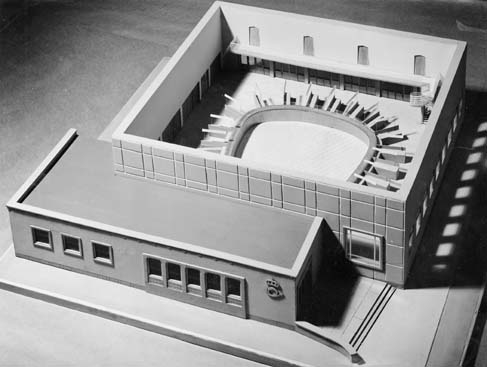
Modell.
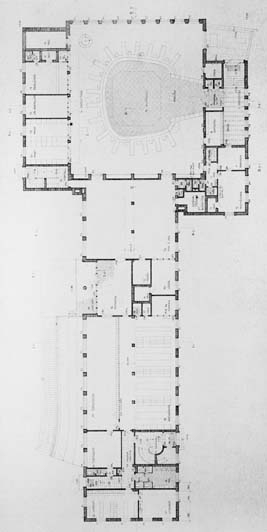
Bottenplan.
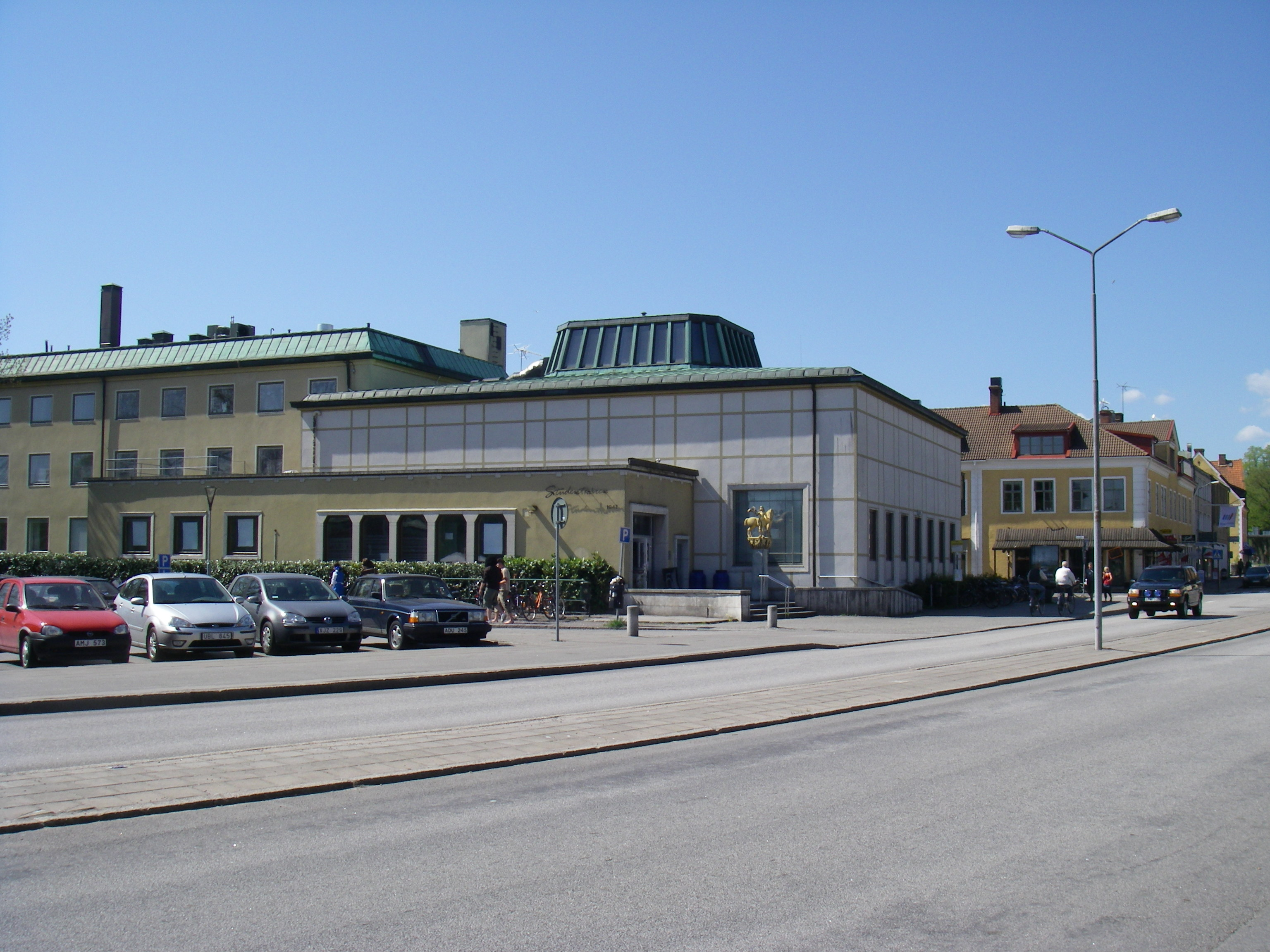
Posthuset, 2008, då kårhus.

## Bilder

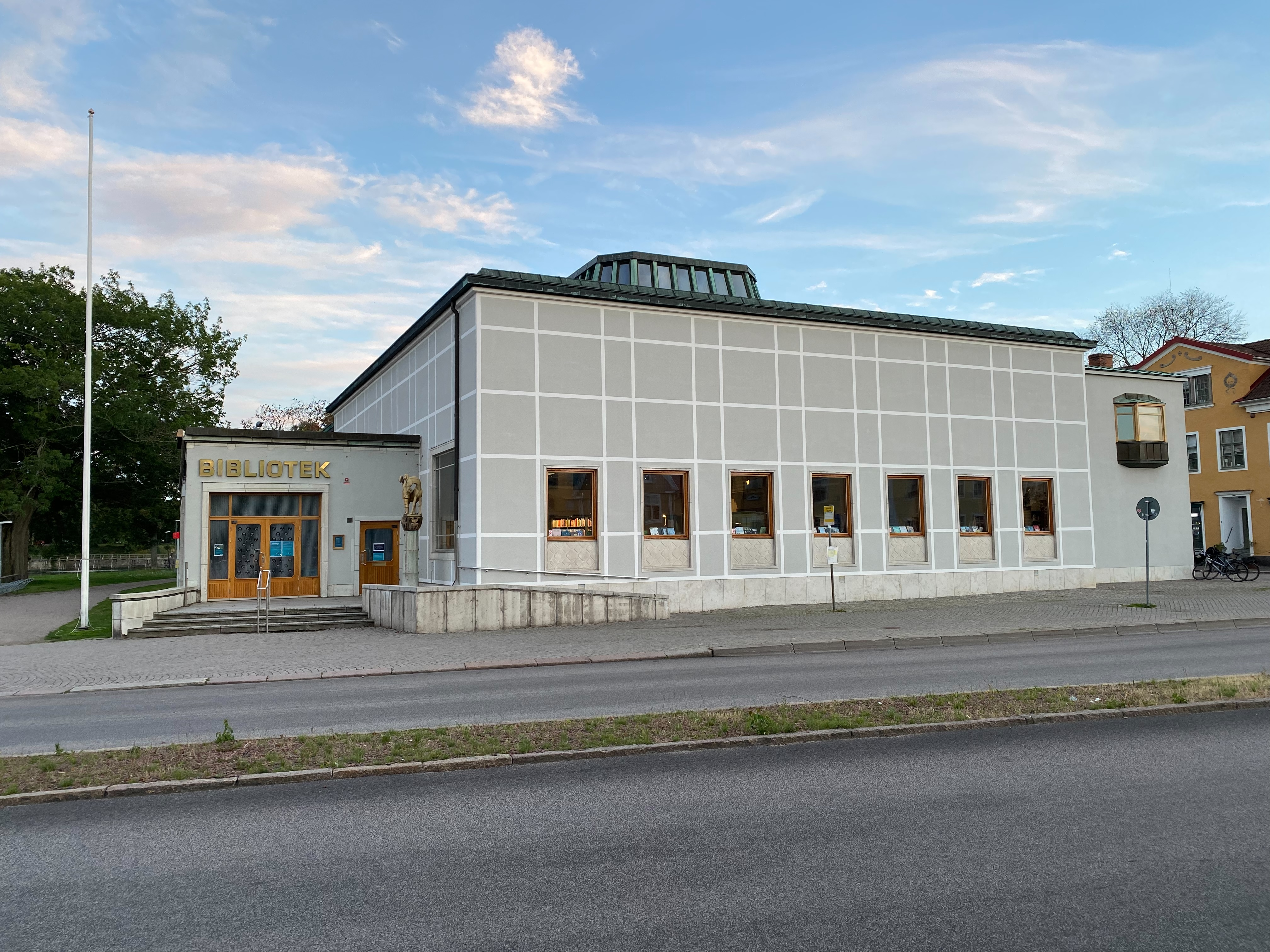
Kalmar stadsbibliotek sett från Esplanaden, 2021.
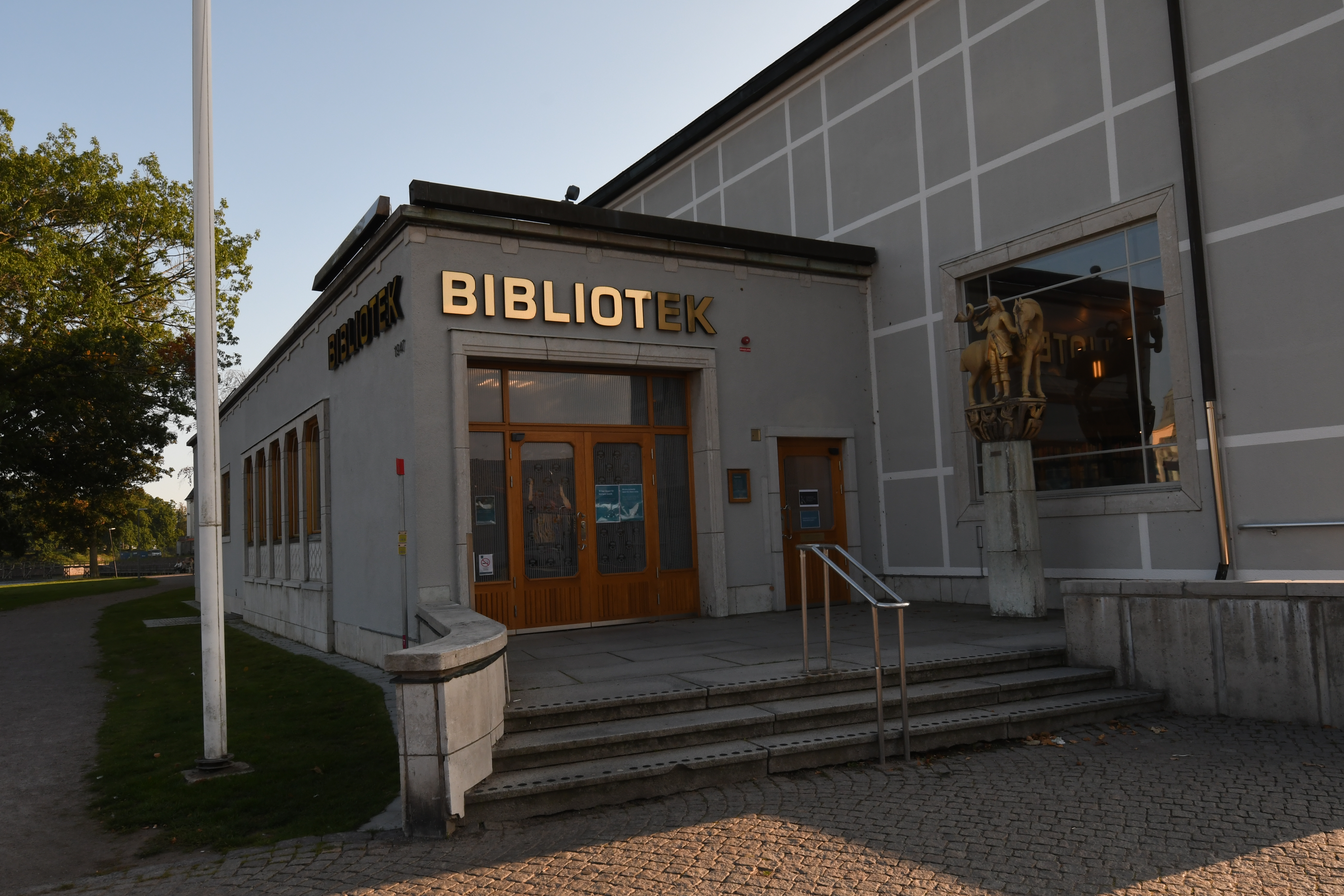
Entré från Esplanaden, 2021.
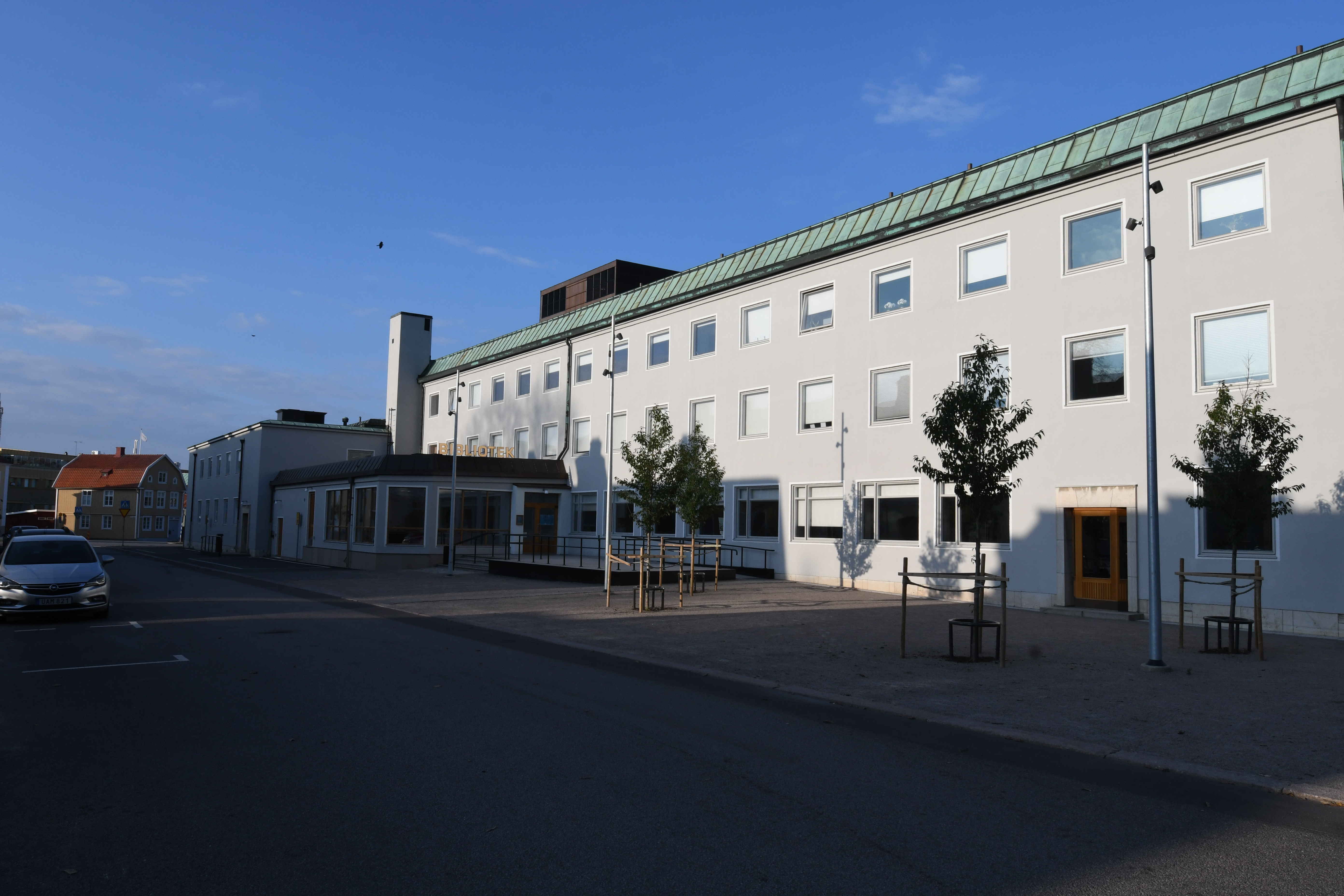
Biblioteket sett från Postgatan, 2021.
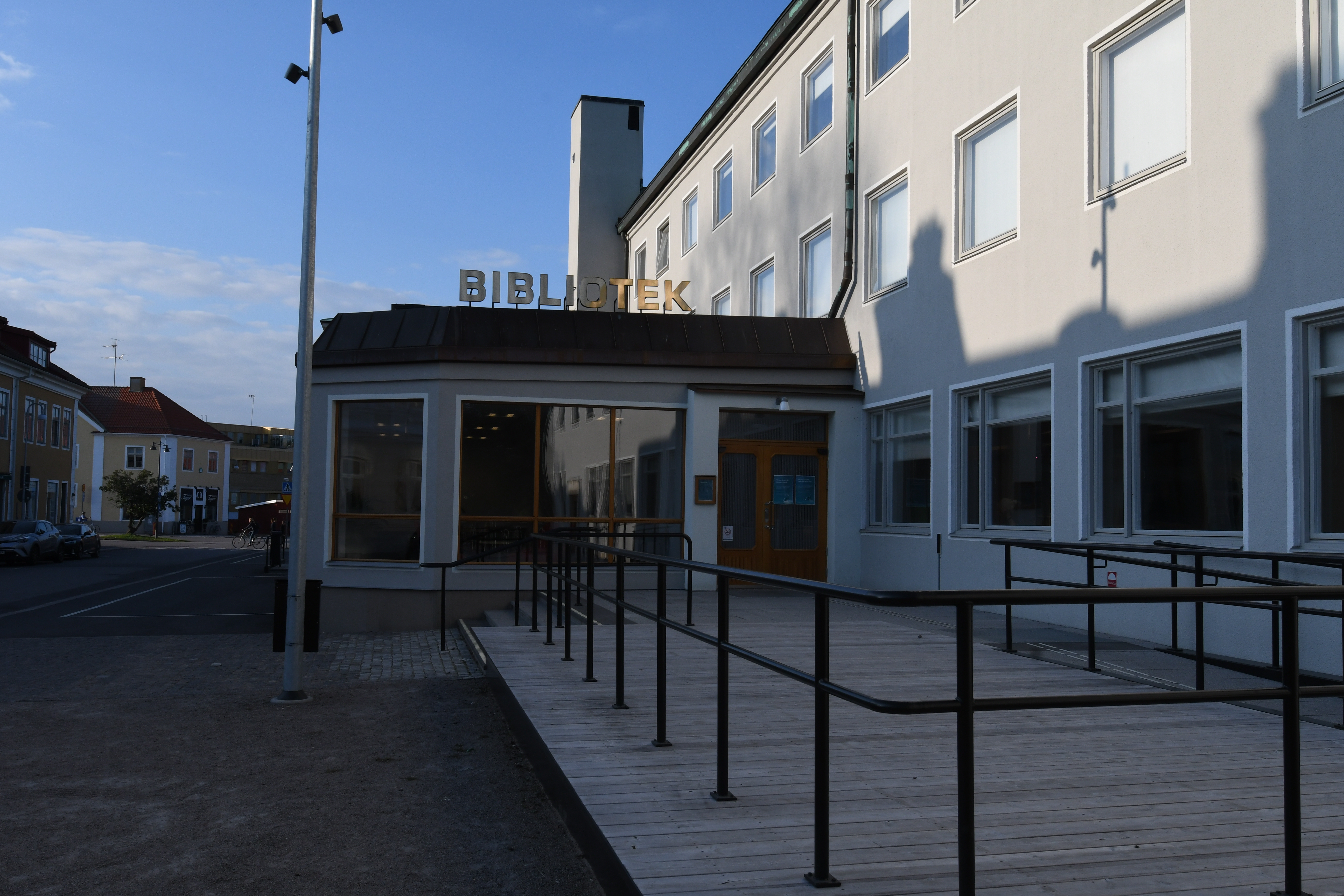
Entre från Postgatan, 2021.